# كرايغ كاميرون
كرايغ كاميرون هو لاعب هوكي الجليد كندي، ولد في 19 يوليو 1945 في إدمونتون في كندا، وتوفي في 20 أبريل 2012 في سانت ألبرت في كندا.

## وصلات خارجية
- كرايغ كاميرون على موقع دوري الهوكي الوطني (الإنجليزية)
- كرايغ كاميرون على موقع EliteProspects.com (الإنجليزية)
- كرايغ كاميرون على موقع HockeyDB.com (الإنجليزية)
- كرايغ كاميرون على موقع Hockey-Reference.com (الإنجليزية)